# 五嶋節
五嶋 節（ごとう せつ、1949年3月29日 - ）は、株式会社オフィスGOTOの代表取締役。ヴァイオリニストの五嶋みどり・五嶋龍の母で、自身もヴァイオリニストであったことから、幼少時より2人の子供にヴァイオリンを直接指導した。

## 生い立ち
空手師範の父、薬剤師の母の間に大阪府守口市に生まれる。祖父は守口市長を全国最多の9期連続で務めた木崎正隆。
5歳でヴァイオリンを始め、相愛高等学校音楽科入学。そのまま大学に進み、大学のオーケストラではコンサートマスターも務める。在学中より映画音楽の録音や歌謡曲伴奏などの仕事を開始し、ドイツ留学試験やオーケストラの入団試験にも合格したが反対され、最終的にはヴァイオリンを取り上げられることになる。型破りの性格で学校や教師との衝突が絶えず、とにかく落ち着かせようとした母親が決めた相手と、ヴァイオリンを返してもらうという条件で、22歳の時に見合い結婚。翌年の1971年、みどりが誕生した。

## アメリカ移住
長女・みどりが3歳のときから、自宅で苛酷なヴァイオリン指導を行った。娘の非凡な才能に気づき、1982年、夫をはじめ家族の反対を押し切って渡米。ニューヨーク・ジュリアード音楽院のドロシー・ディレイ教授に師事するため、母娘2人きりでのニューヨークでの生活が始まった。娘の学費は免除されていたが、生活は決して楽なものではなかった。渡米から間もなく夫と離婚、その後長男・龍が生まれ、再婚。以降、20年以上にわたりニューヨーク在住。

## 本

### 著書
- 『雨の歌』ワニブックス、1987年
- 五嶋節『「天才」の育て方』（講談社現代新書）講談社、2007年

### 関連本
- 奥田昭則『母と神童』小学館、1998年
- 最相葉月『絶対音感』小学館、1998年
- 五嶋龍『五嶋龍 フォト&エッセイ』文藝春秋、2005年